# 桑田佳祐のやさしい夜遊び
『桑田佳祐のやさしい夜遊び』（くわたけいすけのやさしいよあそび）は、サザンオールスターズの桑田佳祐がパーソナリティを務めるJFN系列のラジオ番組で、桑田の冠番組。ほぼ毎週土曜日生放送であるが、桑田のスケジュールの都合で録音になる日もある。

## 概要
シンガーソングライター・桑田佳祐による、その時事に適した話題や音楽特集、音楽講座、そしてちょっぴりエッチな企画をしたり、時には真面目に生まれ育った日本への愛や魅力を語るなどしてリスナーを楽しませようという、いかにも深夜のノリと言った番組である。本番組では自由な雰囲気でトークが繰り広げられ、桑田のDJとしてのセンスが存分に発揮されている。それゆえに元ディレクターの佐藤輝夫からは「FMの電波でAMチックな番組をやっていますから（笑）」と評されている。番組が開始した当初は「真面目な音楽番組をやってみようじゃないか!」というコンセプトであったが、途中から方針転換をし後述のように様々な企画を行う現在のスタイルに変化した。現在は桑田が所属しているスピードスター・タイシタレーベルのレーベル長である小野朗がアシスタントとして参加している。それまでの桑田が担当したラジオ番組はどれも2年程度で終了していたが、ハガキのみだったラジオ番組の投稿手段がファックスやメールなどのように広がっていった時代の流れも功を奏し、本番組は放送開始から30年を迎え、2024年2月17日には放送回数も1500回を突破している。そのためいずれの記録もAM・FM問わず桑田が担当したラジオ番組の中でも最高記録となっている。
番組の始まりは、オープニングテーマの『美しい砂のテーマ』が流れる中、桑田が季節の話題を述べた後、「こんばんは。土曜の夜の○○、桑田△△佳祐です。」と語る。スポンサーがついている時代はスポンサー名も生で読み上げている。番組内容はサザン、桑田自身、メンバーの近況報告や、放送日のテーマに沿ったリスナーからのはがきや書き込みによるトーク、生歌のコーナーといったものである。音楽特集もよく行われ、桑田が敬愛するミュージシャンにスポットを当てたものから、バラエティに富んだ選曲の企画まで、幅広く行われている。音楽講座などのコーナーも好評で、楽器を始めたりバンドを組んでいるリスナーなどからも多くのメールが来る。現在は桑田のトークのスキルが上がったためそれほどではないが、かつては番組内でエッチな放送禁止用語を言うのは日常茶飯事で、特にクイズコーナーの場合は必ずと言っていいほど答えの選択肢に放送禁止用語に引っかかるような内容を出すなど、放送開始から放送禁止用語を桑田が連発するのが恒例と言えるほどになっていた。それがゆえに開始した当初は苦情も少なからずあり、その中には「お前ら、あの桑田佳祐になにを言わせてるんだ!?」といった桑田やスタッフからすれば的外れな内容のものもあったと元ディレクターの佐藤輝夫が述べている。テーマが「男と女の悩み事」「裸に関するエピソード」などの回ではリスナーが「下ネタの方が番組で紹介される」と、放送禁止スレスレの内容で送ることが多い。番組の終わりは、提供を読み上げた後に締めの挨拶をし、拍手のSEが流れる。
サザンや桑田ソロの新曲はほぼ必ずこの番組で最初に解禁される。ライブ音源やライブ用に制作したジングル、桑田の学生時代の音源、制作段階の新曲の仮歌など一般に発売されないレアな音源をかけることもある。
通常はスタジオアースギャラリーから放送されているが、企画や情勢によってはこれに限らない。桑田がスケジュールの都合などにより出演できない場合は、事前に収録した録音番組となるが、急な場合はこれに限らない。録音となる場合は事前（大抵前々週）に録音を行う告知が公式サイトにて行われ、お便りの募集を行う。

## 番組名・提供スポンサーの変遷
- 1995年4月1日 - 2008年3月29日 : 「桑田佳祐のキヤノンFMワンダーランド 〜やさしい夜遊び〜」[注釈 13] - 2002年4月ごろまではキヤノン販売が、その後はキヤノンが提供した。CM枠は2分が3回であった[注釈 14]。
- 2008年4月5日 - 2009年3月28日：「TSUNEISHI GROUP SATURDAY NIGHT CRUISE 桑田佳祐のやさしい夜遊び」- 常石グループが提供した。CM枠は1分30秒が2回であった。
- 2009年4月4日 - 2016年6月4日：「桑田佳祐のやさしい夜遊び」
  - 2009年4月4日 - 11月21日 : ノンスポンサー。CM枠は無し。ただし、2009年6月6日からアースコンシャスなどのCMが1分番組前後についている。
  - 2009年11月28日 - 12月26日 : 大塚製薬「UL・OS（ウル・オス）」が提供した。CM枠は1分が1回。自身の楽曲「君にサヨナラを」とタイアップしたため。番組前後のCMは継続した。
  - 2010年1月2日 - 2016年6月4日 : ノンスポンサー。ただし、2011年1月1日より番組後のスポンサー（ヒッチハイク）として三井住友銀行（三井住友フィナンシャルグループ）が40秒付いている[注釈 15]。2011年2月26日の桑田佳祐誕生日記念では、「三井住友フィナンシャルグループ presents 桑田佳祐のめでたい夜遊び ～いつもより55分延長してGO！ GO！バースデースペシャル！」と題し、桑田が三井住友銀行のCMソングを提供したためにスポンサーについた[注釈 16]。2011年6月25日のサザン結成33周年記念は「三井住友銀行Presents 桑田佳祐のやさしい夜遊び　33回目のデビュー記念日に勝手にひとりで生歌スペシャル」と題し、前回と異なり子会社の三井住友銀行が冠スポンサー、桑田がCMに出演しているNTTドコモが前半のスポンサーを務めた[9][注釈 17]。
  - 2013年2月より桑田が出演している『サッポロビール プレミアム アルコールフリー』が提供スポンサーとなり、20秒のCMを流した。ヒッチハイクでの三井住友銀行のCMは変更なし。2013年7月のみサザンが出演しているフォルクスワーゲン・New Golfの20秒CMをカウキャッチャー（初回）[注釈 18]やヒッチハイク（2回目）に流し、翌週以降はオープニングスポットのサッポロCMの後に20秒CMとして流していた。
  - 2015年1月よりサッポロビール・三井住友銀行のタイアップ期間が満了し、入れ替わりとしてサザンが出演しているWOWOWのCMを流していた。
  - 2015年10月よりWOWOWのタイアップ期間が満了し、再びノンスポンサーになる。
- 2016年6月11日 - 2019年3月31日：「ニッポンハム ムーンライト・ミーティング 桑田佳祐のやさしい夜遊び」 : 日本ハムグループ各社が提供した[注釈 19][注釈 20]。当初はコマーシャルは流れていなかったが、2016年8月6日放送分からは流れるようになった。
- 2019年4月6日 - 現在：「桑田佳祐のやさしい夜遊び」
  - 2019年4月6日 - 2020年3月28日 : 楽天カードがメインスポンサーとなる。三ツ矢サイダーとの複数社提供。同年7月6日からは三ツ矢サイダーと入れ替わり日本ハムがスポンサーに復帰した[10][11]。
  - 2020年4月4日 - 2020年6月13日 : 楽天カードが「山下達郎のサンデー・ソングブック」に移行と日本ハムの降板により、再びノンスポンサーになる。
  - 2020年6月20日 - 2023年7月22日 : SOMPOグループがスポンサーとなる。
  - 2023年7月29日放送分より再びノンスポンサーとなり[注釈 21]、2024年3月30日放送分までは空いたCM枠でジャパンエフエムネットワークによるラジオCM『ラジオラバーズ』が流れていた。

## テーマソング
- 前テーマ
  - 原子心母 (Atom Heart Mother) / ピンク・フロイド - 2011年12月24日
  - Midnight Highway / 中重雄 2012年1月7日 - 12月29日
  - 美しい砂のテーマ / サザンオールスターズ 2013年1月5日 -
- 後テーマ
  - One To Love / Teodross Avery Quartet
  - 星空のブルース (Wonderland by Night) / ベルト・ケンプフェルト  2006年10月21日 - 2011年3月5日
  - 桑田のソロ楽曲から週替わり  2011年3月19日 - 8月27日
  - 古の風吹く杜 / 桑田佳祐 2011年9月3日 - 2012年12月29日
  - 明日晴れるかな/ 桑田佳祐 2013年1月5日 - 2016年ごろまで
  - 2017年からはサザン・桑田ソロの楽曲をランダムに選んで流したり、その回のテーマに合わせた曲を流すようになった。

その週のお題や情勢・ゲストなどの状況によっては、テーマソングが変わったり放送されないことがたまにある。

## 番組内容
毎週それぞれのテーマに関してリスナーからのはがき・メール・FAXを読むのが基本だが、下記の通り幅広い内容のプログラムが行われている。

### 主なプログラム
- 1、2のサザンクイズ - リスナーにクイズ参加者を募り、電話で回答してもらう。主に新譜のリリース前に行われる。リスナーに向けても下ネタ（場合によってはセクハラや放送禁止用語）を連発してリスナーを困惑させることもある[注釈 23]。
- ◯◯特集 - ◯◯にはミュージシャンの名前が入り、主に桑田が敬愛する人物にスポットを当てた企画が多い。
- ティーチャー桑田の音楽講座!
- ダジャレコンテスト
- なんでも掲示板 - 本番組の公式サイトにある掲示板に書き込まれたネタを手当たり次第読む。
- 棚から（ムギュッと）ひとつかみ - 山下達郎のサンデー・ソングブックの同名コーナーのパロディである。桑田がスタジオにレコードプレイヤーを持ち込み、自宅から持参したアナログレコードをそのままかけるなど本家との相違点も多い。
- 愛のメッセンジャーサービス - いつもは言えなかったり既に亡くなった人に対しての愛のメッセージを桑田が代読する。
- ○の句会 - ○には季節が入り、春の場合は「春の句会」という具合である。季節ごとに番組が指定した季語を含んだ川柳・俳句・短歌を募集する。
- ○○の名前を考えよう! - アルバムタイトルやツアータイトルなどをリスナーから募集する。
- ○周年生唄スペシャル - 番組○回記念などの場合もある。
- ○○記念スペシャルライブ - TOKYO FM HALLにて記念ライブを行う。観客は事前に公式サイトで募集される。
- 日本の四季・風習や名所の魅力を募集し語る企画 - 例として「がんばれニッポン!日本が世界に誇れるモノ!!」（2003年5月17日放送分）[12]、「ああ、素晴らしきかな和の世界～日本について語ろう」（2009年4月11日放送分）[13]、「京都について語ろう」（2018年3月3日・10日放送分）[14]、「我がふるさと、茅ヶ崎特集」（2018年3月31日・4月7日放送分）[14][15]などが挙げられる。
- 妄想夏フェス - キャリアや洋邦を問わず幅広い歌手の楽曲が流れており、サザンや桑田ソロの楽曲が流れることもある。夏フェスを意識しているため、歓声などの効果音も同時に流れている。「ひとり紅白歌合戦」と同様に「～対決」といった括りになっている[注釈 24]。

### 各種コーナー
生歌のコーナー以外のほとんどのコーナーは自然消滅と再開を頻繁に繰り返している。
生歌のコーナー
桑田がギター1本で弾き語りをする。歌は原曲通りであったりエッチな替え歌になったり、商品化はされそうにない下ネタ、時事ネタ、内輪ネタ交じりの即興の曲やその日のためだけに作られた曲が1回限り歌われたり、洋楽のカヴァーであったりと、さまざまである。事前に録音したギター・コーラスに合わせて歌うことや歌自体も事前録音であることもあり、幅広く、趣向を凝らしている。リスナーからのリクエストや自分で適当に選曲し、番組を全て生歌ライブで構成することもある。
このコーナーは基本的に不定期であり、生歌を行わずに大半をリクエストのはがきやメールを読む時間に充てる時期もある。
今週の8小節のコーナー
主に時事問題や自分の内面などを8小節の楽曲にしたためギター弾き語りにより披露を行う。
アルバム全曲聴きのコーナー
桑田が好きな洋楽のアルバムを全曲まとめてかける。
一曲入魂のコーナー
桑田が好きな曲をかける。洋楽を紹介することが多く、邦楽を紹介することは滅多にない。
ドクトル桑田のなんでも相談室
初期のころに行われていた桑田が言うには「おまけのコーナー」。番組の中では「恋の悩み、三角関係のもつれ、そして、ハルマゲドンへの対応策など、なんでも自由気ままに書いてお寄せください」と紹介されていた。

### 新春ほのぼの対談
毎年、1月の第1週に妻の原由子をゲストに迎えての放送。夫婦ならではの「ほのぼの感」があり、少々暴走気味な桑田を支えている様子が放送されている。下ネタは一切無い。番組の最後は2人で生唄を披露する。
2011年以降（桑田が復帰後）はこの企画は一切やっていない。

### 桑田佳祐が選ぶ邦楽ベスト20
2011年から始まった企画で、毎年12月に行われており、その年に桑田が気に入った邦楽をベテランから若手まで幅広くランキング形式で取り上げる。2013年度は洋楽も取り上げていた。桑田のスケジュールの関係上行われなかった年も存在する。
「ランキング圏外」「もうすぐトップテン」「今週のスポットライト」といった枠も存在しており、サザンや桑田ともゆかりが深い1970年代後半から1980年代までの音楽番組のパロディが多く含まれている。回によっては「同列2位」といった独自の基準でランキングが作られたこともある。選曲や順位は桑田の好みや独断によるもので、売り上げや人気には一切関係が無く、スタッフが集めたおよそ300曲の楽曲をフルコーラスで2回ほど聞いてから選曲しており、タイアップの情報や歌詞・プロフィール・顔写真などの資料は見ていないことを述べている。また、2013年まではシングル曲とアルバム収録曲の区別はなく、幅広く選曲されていたが、2014年以降はシングル曲（配信も含む）に限定するようになった。
純粋に楽曲の良さによって選曲されていることや、日本の音楽シーンで長く活躍している桑田が選曲していることもあり、取り上げられた楽曲の作者や歌手が反応を示すことも多く、GLIM SPANKYや米津玄師などのようにランクインしたことに対し驚く主旨のコメントや光栄であることを述べる者も多い。
楽曲やミュージシャンの知名度によってはひとり紅白歌合戦や後述の1,000回記念イベントなどのようなライブで桑田や原によってランクインされた曲がカバーされたこともある。

## 過去のゲスト
- 原由子
  - 新年第一週の放送に出演。2011年には何度か桑田と出演した。
  - 代行DJ（2013年11月30日） - 放送回が『昭和八十八年度! 第二回ひとり紅白歌合戦』初日と重なるため。関口和之と共に出演した[33]。
  - 代行DJ（2021年9月18日、25日、10月2日、11月6日、13日、20日） - 放送回がライブツアー「BIG MOUTH, NO GUTS!!」と重なるため。
  - 代行DJ（2021年9月10日、10月15日、22日） - アルバム『婦人の肖像 (Portrait of a Lady)』を特集した[34]。
  - ライブビデオ『スペシャルライブ2023 「婦人の肖像 (Portrait of a Lady)」 at 鎌倉芸術館』の発売を記念して2023年6月10日・17日放送分のスペシャルゲストとして原、斎藤誠、曽我淳一が出演し「原 由子 ライブ Blu-ray＆DVDリリース記念!! 『婦人の肖像（Portrait of a Lady）』 ライブもアルバムも語り尽くそう! 座談会!!」と題した企画を実施した[35][36]。
  - 代行DJ（2024年3月30日、4月6日） - いずれも放送日がファンクラブ会員限定のソロライブ「JAZZと歌謡曲とシャンソンの夕べ～R60」に重なったため。関口和之と共に出演した。
- 松田弘
- 関口和之
  - ゲスト（2002年7月20日） - 「大激論日本VSハワイ」という企画のハワイ派として出演。桑田は日本派につき激論を交わした。
  - 代行DJ（2013年11月30日） - 原に同じ[33]。
  - 代行DJ（2024年3月30日、4月6日） - 原に同じ。
- 住吉美紀
  - 代行DJ（2018年11月24日、12月1日） - コンサートのため。
  - 代行DJ（2021年5月15日、22日） - 楽曲制作のため。
  - 代行DJ（2021年12月11日、18日） - ライブツアー「BIG MOUTH, NO GUTS!!」期間中の喉の大事のため。
  - 代行DJ（2024年10月5日） - 秋休みのため。
  - 代行DJ（2025年1月18日、25日） - サザンの全国ツアー『THANK YOU SO MUCH!!』期間中のため。
- 斎藤誠 - 回文特集、一曲入魂バトルなどに出演。下記しているが、桑田が食道がんで入院中に代行パーソナリティーを務めたほか、それ以後も桑田が病気及び今後の活動の準備に伴い欠席した際には代行し、桑田がいるときもたまに出演している。
- 岸谷五朗 - 桑田が一度病欠した際に代役パーソナリティとなった。その後2009年9月にも自身が監督した映画の宣伝のため出演。その後もツアーがあると代行DJとして出演。
- 寺脇康文 - 代行DJとして出演。
- Char - 第1回に音声メッセージで出演。
- 鈴木雅之
- 山下達郎 - 1998年に鈴木雅之と2人で乱入出演（後述）。桑田家と山下家は家族ぐるみでの交流があり、双方が度々エピソードを語っている[37]。
- 竹内まりや
- 酒井和歌子 - 桑田の憧れの人としてゲスト出演。
- 加山雄三
- 中重雄（ザ・サーフコースターズ） - 加山雄三と共に出演。
- 和田アキ子 - 乱入と言う形で出演。
- TIGER
- 坂本冬美 - 「ブッダのように私は死んだ」の発売を記念して電話出演[38]。
- 平井堅
- 三沢またろう - ダジャレコンテストに出演。
- 山本拓夫
- 片山敦夫
- 小田原ODY友洋
- 森雪之丞 - 春の句会に出演。
- 内田正樹
- 大畑幸子
- 宮治淳一 - 桑田の小中学校の同級生であり、サザンオールスターズの名付け親。「学生時代のキミとボク」と題した対談企画にゲストとして出演[39]。後に電話出演もしており、茅ヶ崎にまつわるクイズに答えている[40]。2023年9月30日放送分、同年10月21日放送分では代行DJを担当した。
- 神木隆之介 - 電話出演し茅ヶ崎クイズに答えた[40]。
- 長瀬智也 - サザンが主題歌を担当した映画『空飛ぶタイヤ』のプロモーションのため音声メッセージでの出演[41]。
- ディーン・フジオカ - 長瀬に同じ[41]。
- 深田恭子 - 長瀬に同じ[41]。
- 曽我淳一
- 松任谷由実 - 「Kissin' Christmas (クリスマスだからじゃない) 2023」の情報解禁に伴い音声メッセージでの出演[42]。
- 小貫信昭 - サザンを題材にした書籍『いわゆる「サザン」について』の著者[43]。
- 谷口キヨコ - 2025年5月17日放送分の代行DJ。サザンの全国ツアー『THANK YOU SO MUCH!!』大阪公演期間中のため。
- 珠久美穂子 - 谷口に同じ。

### 桑田活動休止時の対応
2010年8月7日以降、桑田の病気治療・療養に伴う活動休止があり、この番組も一時降板しミュージシャン仲間であり大学の後輩の斎藤誠が代行パーソナリティを務めた。また8月14日以降は毎週桑田の音楽仲間や親交のある著名人をゲストに招き、桑田やサザンへの思い出などを語る。桑田自身も番組にメッセージを送り、近況などを伝えていた。
- 8月14日 - 清水美恵
- 8月21日 - 片山敦夫、金原千恵子
- 8月28日 - 山本拓夫
- 9月4日 - 深町栄
- 9月11日 - 安奈陽子
- 9月18日 - 角田俊介、河村"カースケ"智康
- 9月25日 - 高橋結子、井上富雄
- 10月2日 - 小林克也
- 10月9日 - 三沢またろう
- 10月16日 - 小倉博和
- 10月23日 - 岸谷五朗
- 10月30日 - 太田光（爆笑問題）
- 11月6日 - 内村光良（ウッチャンナンチャン）
- 11月13日 - ゲストなし（サザン・ソロリクエスト特集）
- 11月20日 - 萩原健太
- 11月27日 - 島健
- 12月3日 - ゲストなし（桑田佳祐と斎藤誠をつなぐ音楽の架け橋）
- 12月10日 - 小田原豊、鎌田清
- 12月17日 - 片山敦夫
- 12月25日 - 原由子

2011年1月1日の生放送より桑田は復帰している。

### ご当地夜遊びツアー
「桑田佳祐 LIVE TOUR 2017『がらくた』」ツアー期間中に行われた企画。このツアーの日程が仙台公演以外はラジオの放送日と重なったため、桑田は翌日の公演のために欠席し、代行DJとしてツアーが開催されているエリアの、現地のラジオ局のパーソナリティーと上述の斎藤誠や小野朗が出演した。
- 10月28日 - 中川真由美、斎藤誠[44]
- 11月11日 - 住吉美紀、斎藤誠[45]
- 11月18日 - 松本ともこ[46]
- 11月25日 - 中島浩二[47]
- 12月9日 - 蔭山洋子[48]
- 12月16日 - LOVE[49]
- 12月23日 - 北川久仁子[50]
- 12月30日 - 古賀涼子

## 特別拡大版での放送

### 桑田佳祐の激しい夜遊び
「桑田佳祐のやさしい夜遊び」15周年×TOKYO FM開局40周年記念特別番組『桑田佳祐の激しい夜遊び ～真夜中の生歌オール・リクエスト・ショー 途中疲れたらCDかけるんでゴメンねスペシャル～』は、2010年5月3日25時から29時に放送された特別番組。TOKYO FMから4時間にわたり生歌ライブや電話クイズを放送した。タイトル通り桑田が疲れた場合は原曲のCDを流して対応することも示唆されていたが、桑田が放送中に全曲生でやることを宣言し、冒頭で「京都物語」（原由子）をオンエアした以外はCDをかけることはなかった。内村光良、爆笑問題からのコメントもオンエアされた。
曲目
1. お願いD.J.（サザンオールスターズ）
2. 真夜中のダンディー（桑田佳祐）
3. 時間よ止まれ（矢沢永吉）
4. 時代（中島みゆき）
5. Before You Accuse Me（ボ・ディドリー）
6. Bell Bottom Blues（デレク・アンド・ザ・ドミノス）
7. White Room（Cream）
8. ランナウェイ（シャネルズ）
9. 異邦人（久保田早紀）
10. 山谷ブルース（岡林信康）
11. サルビアの花（早川義夫）
12. かもめ（淺川マキ）
13. 傘がない（井上陽水）
14. The Dock of the Bay（オーティス・レディング）
15. You've Lost That Lovin' Feeling（ライチャス・ブラザーズ）
16. Stand!（スライ&ザ・ファミリー・ストーン）
17. 魔法使いサリーのうた（スリーグレイセス）
18. Something Stupid（フランク&ナンシー・シナトラ）
17から18までは原由子がボーカルを担当。
19. 海（サザンオールスターズ）
20. ラチエン通りのシスター（サザンオールスターズ）
21. You've Got to Hide Your Love Away（ビートルズ）
22. No Replay（ビートルズ）
23. I Should Have Known Better（ビートルズ）
24. The Long And Winding Road（ビートルズ）
25. 時の流れに身をまかせ（テレサ・テン）
26. 蘇州夜曲（渡辺はま子）
27. 涙そうそう（BEGIN）
28. あの時君は若かった（ザ・スパイダース）
29. 君といつまでも（加山雄三）
30. Smile（トニー・ベネット）
31. Hello Dolly（ルイ・アームストロング）
32. Jumpin' Jack Flash（ローリング・ストーンズ）
33. Born to be Wild（ステッペン・ウルフ）
34. Stairway to Heaven（レッド・ツェッペリン）
35. 可愛いミーナ（桑田佳祐）
36. 祭りのあと（桑田佳祐）

参加ミュージシャン
- 桑田佳祐:Vocal, Guitar
- 斎藤誠:Guitar, Chorus
- 片山敦夫:Keyboard, Chorus
- 金原千恵子:Violin
- 原由子:Chorus, Keyboard, Vocal

### 祝・生誕55周年&「MUSIC MAN」リリース記念スペシャル
祝・生誕55周年&「MUSIC MAN」リリース記念『三井住友フィナンシャルグループ Presents 桑田佳祐のめでたい夜遊び ～いつもより55分延長して GO! GO! バースデースペシャル～』は、2011年2月26日23時から24時55分に放送された特別番組。
祝・ニューアルバム発売記念 「MUSIC MAN」マン開!桑田佳祐オールリクエスト祭り!
こちらは、「めでたい夜遊び」に先駆けて、TOKYO FMスペシャルウィーク期間中の2011年2月23日8時30分 - 19時（Blue Ocean、LOVE CONNECTION、やまだひさしのシナプス、シンクロノシティ）に東京ローカルで行われた特別企画。

### 33回目のデビュー記念日スペシャル
三井住友銀行Presents 桑田佳祐のやさしい夜遊び　33回目のデビュー記念日に勝手にひとりで生歌スペシャルは、2011年6月25日23時から24時55分に放送された特別番組。同日にTOKYO FM HALLで行った公開収録の模様を放送。桑田にとっては食道癌での闘病後初めてのライブでもあった。サザンオールスターズからは原由子と松田弘が特別ゲストとして出演した。
ライブで演奏された曲目
1. 瞳の中にレインボウ（サザンオールスターズ）
2. 現代人諸君!!（桑田佳祐）
3. SO WHAT?（桑田佳祐）
4. いいひと 〜Do you wanna be loved?〜（桑田佳祐）
5. OSAKA LADY BLUES 〜大阪レディ・ブルース〜（桑田佳祐）
6. 栞のテーマ（サザンオールスターズ）
7. 夕陽に別れを告げて（サザンオールスターズ）
8. ロックンロール・スーパーマン 〜Rock’n Roll Superman〜（サザンオールスターズ）
9. 古の風吹く杜（桑田佳祐）
10. グッバイ・ワルツ（桑田佳祐）
2番と3番と4番の歌詞が福島第一原子力発電所事故を風刺した内容に変更された。
11. My Foreplay Music（サザンオールスターズ）
この曲以降原と松田が演奏に参加している。
12. 夕方 Hold On Me（サザンオールスターズ）
13. 真夏の果実（サザンオールスターズ）
14. 明日へのマーチ（桑田佳祐）
このイベントでの歌唱シーンの映像が、同曲のミュージック・ビデオに使用されている[53]。
15. それ行けベイビー!!（桑田佳祐）
16. スキップ・ビート (SKIPPED BEAT)（KUWATA BAND）
17. 銀河の星屑（桑田佳祐）
18. 悲しい気持ち (JUST A MAN IN LOVE)（桑田佳祐）
19. 本当は怖い愛とロマンス（桑田佳祐）
20. 月光の聖者達（桑田佳祐）

ENCORE
1. 明日晴れるかな（桑田佳祐）
2. 希望の轍（サザンオールスターズ）
21から22は翌週7月2日放送分でオンエアされた。

参加ミュージシャン
- 桑田佳祐:Vocal, Guitar
- 斎藤誠:Acoustic Guitar, Chorus
- 片山敦夫:Keyboards
- 河村“カースケ”智康:Percussion
- 原由子:chorus
- 松田弘:chorus

### 桑田佳祐のめでたい夜遊び～“歳越し”バースデースペシャル～
桑田佳祐のめでたい夜遊び～“歳越し”バースデースペシャル～は、2012年2月25日23時から25時に放送された特別番組。桑田の56回目の誕生日を記念して放送された。
曲目
1. マチルダBABY（サザンオールスターズ）
2. 春のからっ風（泉谷しげる）
3. なごり雪（イルカ[注釈 32]）
4. 鏡（桑田佳祐）
5. シクラメンのかほり（布施明）
6. I LOVE YOU（尾崎豊）
7. 時代（中島みゆき）
8. 愛の讃歌（越路吹雪[注釈 33]）
9. 黄昏のビギン（ちあきなおみ[注釈 34]）
10. 駅（竹内まりや[注釈 35]）
11. どしゃぶりの雨の中で（和田アキ子）
12. 悲しみはぶっとばせ（ビートルズ）
13. ホワイル・マイ・ギター・ジェントリー・ウィープス（ビートルズ）
14. 素顔で踊らせて（サザンオールスターズ）
15. 知床旅情（加藤登紀子[注釈 36]）
16. 津軽海峡・冬景色（石川さゆり）
17. 銀河の星屑（桑田佳祐）
18. 明日へのマーチ（桑田佳祐）
19. 心を込めて花束を（サザンオールスターズ）
20. 神田川（南こうせつとかぐや姫）

参加ミュージシャン
- 桑田佳祐:Vocal, Guitar
- 斎藤誠:Acoustic Guitar, Chorus
- 原由子:Keyboards, chorus
- 金原千恵子:Violin

### 夏にサザンないの!? いいかげんに1000回!! ファンやめたるわ!! 生歌ライブ
桑田佳祐のやさしい夜遊び～夏にサザンないの!? いいかげんに1000回!! ファンやめたるわ!! 生歌ライブ〜は、2014年7月12日 23時から24時55分に放送された特別番組。本番組の放送が1,000回を迎えたことを記念して、7月11日と翌12日の二日間TOKYO FM HALLにてイベントとして開催され、サザン・桑田ソロの楽曲から、デビュー当時に売り上げを競ったライバル楽曲、桑田が敬愛するミュージシャンの楽曲、2014年当時に注目を集めた楽曲および時事ネタを交えたジョークを中心に行われた。また、この模様はこのスペシャルで1,001回目の企画として放送された。
セットリスト出典。
曲目
1. 古の風吹く杜（桑田佳祐）
2. 茅ヶ崎に背を向けて（サザンオールスターズ）
3. Big Star Blues (ビッグスターの悲劇)（サザンオールスターズ）
4. 栞のテーマ（サザンオールスターズ）
5. 夕陽に別れを告げて（サザンオールスターズ）
6. Oh! クラウディア（サザンオールスターズ）
2曲目から6曲目までは「サザンコーナー」と題して歌唱[55]。
7. 砂に消えた涙（ミーナ・マッツィーニ）
8. 恋のバカンス（ザ・ピーナッツ）
9. 夏のお嬢さん（榊原郁恵）
10. 青い珊瑚礁（松田聖子）
11. 真夏の出来事（平山三紀）
12. 君といつまでも（加山雄三）[注釈 37]
7曲目から12曲目までは「邦楽～真夏の名曲コーナー～」と題して歌唱[55]。
13. All My Loving（ビートルズ）
14. Ticket to Ride（ビートルズ）
15. Norwegian Wood (This Bird Has Flown)（ビートルズ）
16. Nowhere Man（ビートルズ）
17. Hey Jude（ビートルズ）
13曲目から17曲目までは「お客さん置いてきぼり、ビートルズコーナー」と題して歌唱[55]。
18. I Shot the Sheriff（エリック・クラプトン[注釈 38]）
19. Layla（デレク・アンド・ザ・ドミノス）
18曲目から19曲目までは「さらにディープに、お客さん放置プレー…エリック・クラプトンコーナー」と題して歌唱[55]。
20. Yin Yang（桑田佳祐）
21. スキップ・ビート (SKIPPED BEAT)（KUWATA BAND）
22. 幸せのラストダンス（桑田佳祐）
23. Stairway to Heaven（レッド・ツェッペリン）～赤い靴～YOUNG MAN (Y.M.C.A.)（西城秀樹）～Let It Go〜ありのままで〜（松たか子、May J.）[注釈 39]～恋するフォーチュンクッキー（AKB48）[注釈 40]～波乗りジョニー（桑田佳祐）

ENCORE
1. LOVE AFFAIR ～秘密のデート（サザンオールスターズ）
2. 栄光の男（サザンオールスターズ）
3. 心を込めて花束を（サザンオールスターズ）
24曲目から26曲目は翌週7月19日放送分でオンエアされた。

参加ミュージシャン
- 桑田佳祐:Vocal, Guitar
- 原由子:Chorus, Keyboard, Vocal
- 斎藤誠:Guitar, Chorus
- 琢磨仁:Bass
- 小田原豊:Drums
- 片山敦夫:Keyboard, Chorus
- 角谷仁宣:Manipulator

### Newアルバム『葡萄』リリース!! & 夜遊び20周年記念!!スペシャル
桑田佳祐のめでたい夜遊び～ サザンオールスターズ Newアルバム『葡萄』リリース!! & 夜遊び20周年記念!! 『葡萄』100％スペシャル!!～は、2015年4月4日 22時から23時55分に放送された特別番組。サザンのオリジナル・アルバム『葡萄』のリリースと番組開始から20周年を迎えたことを記念して放送され、『葡萄』の収録曲のオンエアの他にも、リスナーから『葡萄』に対するメッセージの募集や、リスナーに直接電話を繋いで「葡萄クイズ」を出題するなど盛りだくさんな内容だった。

### サザンオールスターズ『THANK YOU SO MUCH』完成披露プレミア試聴会「#サザンと夜遊び」
サザンオールスターズ『THANK YOU SO MUCH』完成披露プレミア試聴会「#サザンと夜遊び」は、2025年2月22日 22時30分から23時55分に放送された特別番組。同年3月19日にリリースするサザンのオリジナル・アルバム『THANK YOU SO MUCH』の収録曲を全曲オンエアする内容となっており、通常放送と異なりradiko等でのタイムフリー機能による配信は行われない旨があらかじめアナウンスされた。

## 番組史
- 1995年4月1日 - 放送が開始した。第1回のテーマは「ギタリスト特集」であった。また、桑田がオープニングで発した第一声は「林家こぶ平です」だった。
- 1996年7月20日 - 『Young Love』のリリース前の仮歌をオンエアした。この音源は全編がデタラメ英語で、製作途中の楽曲を公開するという貴重なものであった。
- 2003年5月24日 - オリジナル曲「新潟ブルース」を桑田が歌った際に新潟出身の田中角栄の物まねをしたが、放送禁止用語を連発した。後に「リスナーが選ぶ好きな生歌コーナー」で上位にランクインされた[12]。
- 2004年11月27日 - 桑田が体調を崩し、岸谷五朗が代わりにパーソナリティを務めた。
- 2005年7月2日 - サザンオールスターズ結成以前のアマチュア時代に録音された「茅ヶ崎に背を向けて」の原曲の一部を放送した。
- 2008年3月22日 - ライブを翌日に控えた石垣島からの生放送であった。この番組はライブで地方に滞在している場合は基本的に録音放送となるので、異例のことである。
- 2008年5月24日 - 5月19日のサザンオールスターズの無期限活動停止の発表の影響を受け、番組内容の一部を変更して放送[注釈 41]。桑田はその中で「我々サザンは絶対に解散しません」と明言した[注釈 42]。サザンの活動休止に関して多くの誤報や憶測がなされたことを踏まえ、この回で桑田が語った内容は後日ビクターが運営していたサザンの公式サイトにて抜粋して掲載された[61]。
- 2008年10月25日 - 10月19日に桑田の実姉・岩本えり子が逝去したことにより、姉が好きだった（と思われる）ナンバーをかけるという内容に変更した[注釈 43][62]。
- 2009年5月2日 - 生放送中に忌野清志郎の訃報が入り、終盤に桑田が追悼するコメントを行った。桑田・原由子夫妻は翌週に執り行われた忌野の告別式に参列している（後述）。
- 2010年7月31日 - 7月28日に桑田が食道がんであることを明かして、この日限りで芸能活動を休止した。桑田は前半のみ出演し（7月28日に事前収録したもの）、後半は「本当は怖い愛とロマンス」収録曲を流した。
- 2010年8月7日 - 同日より2010年いっぱい当面桑田佳祐と音楽面で関係の深い斎藤誠が代役でパーソナリティを務める。
- 2011年1月1日 - 桑田が5か月ぶりに生出演し復帰した。当時の病状や、第61回NHK紅白歌合戦出場時のエピソードが語られた[63]。
- 2011年3月12日 - 東日本大震災でTOKYO FMが非常体制に入ったため休止[64]。
- 2011年3月19日 - 放送を再開した。終盤には下記の通り「日本の国民のみなさんは素敵で優しい人たちだと思う。この国に生まれて良かったなと思います」という発言を行っている[65]。

- 2011年5月28日 - 原由子を迎えてDate fmのスタジオから生放送。震災地への訪問を報告、現地の状況のリポートを放送した。同年8月13日放送分、2012年3月10日放送分もDate fmから放送した[66][67][68]。
- 2013年1月5日・1月12日 - 原由子・斎藤誠・片山敦夫をゲストに迎え、とある海辺の町の蕎麦屋を借りての放送。邦洋問わず幅広い楽曲を演奏した[69]。
- 2013年6月29日 - サザンの活動再開の発表後初の放送。桑田はすでに再開しているにもかかわらず「サザン、5年の活動休止を経て、解散……残念です。（訂正する形で）あ、復活」とボケてリスナーの笑いを誘った[70]。
- 2015年1月17日 - 2014年の年越しライブでの演出についての謝罪及び第65回NHK紅白歌合戦出演時のパフォーマンスなどに関する釈明と実際の桑田の思想信条及び民族的立場[注釈 44]と異なるデマの払拭を行った[75][76]。
- 2016年3月26日 - 東日本大震災を機に開設された宮城県女川町の臨時災害放送局女川さいがいFMが2016年3月29日に閉局することに伴い、女川駅2階にある日帰り温泉施設「女川温泉ゆぽっぽ」の特設会場から生放送。女川さいがいFMでもサイマル放送された[77][78]。
- 2016年11月26日 - 17作目のシングル「君への手紙」のプロモーションを兼ねて大阪での出張生放送を実施[79][80][注釈 45]。
- 2019年8月17日 - 六本木・YouTube Space Tokyoより「真夏の夜の納涼生歌SP」を放送した。同時にサザンオールスターズ公式YouTubeチャンネルでもライブ配信された[82][83]。
- 2020年4月4日・4月11日 - 新型コロナウイルス感染拡大防止の為、都内某所からテレワーク生放送を行った[84][85]。
- 2020年4月18日 - この回から上述と同様の理由でしばらくの間桑田の自宅からのリモート放送に切り替えられた[86]。
- 2020年5月2日 - 「“できることから”スローにちょっとずつ～今わたしたちにできることを一緒に考えよう!」というテーマで放送。後半にはこの日の為にレコーディングした曲「Stay Home Blues」をオンエアした[87]。コロナ禍の社会を風刺し国民にエールを送った本楽曲は正式な音源としてのリリースはされなかったが、放送を受け、翌日以降、連日テレビのワイドショーやSNSで話題となった[88]。
- 2020年5月9日 - 『WE LOVE RADIO, WE LOVE MUSIC 桑田佳祐のお家(うち)でRADIO～こんな時こそラジオでSMILE！』の第2弾にあたる企画『桑田佳祐のお家でRADIO2～竿だけ一本勝負!!～』をこの番組のみで実施した[89]。
- 2021年2月13日 - 生放送中に福島県沖を震源とした地震が発生した[90][91]。
- 2021年3月13日 - 生歌のコーナーで「赤い橋」（浅川マキ）を歌唱した際にメロディーを失念するハプニングが発生。CM明けのエンディングおよび翌週3月21日放送分の中盤に改めて歌い直した[92][93]。
- 2022年7月9日 - 番組自体は通常通り放送されたが、前日に発生した銃撃事件による安倍晋三死去の影響を考慮し、スポンサーのSOMPOグループの出稿を自粛[注釈 46]、ACジャパンのCMに差し替えられた。この日の放送では桑田も安倍の訃報に触れ、追悼する発言を行った。
- 2022年8月13日 - 桑田が新型コロナウイルスに感染した[94]ため内容を変更し、斎藤誠・片山敦夫・TIGERが代役でパーソナリティを務めた。放送中には桑田からのメッセージも読み上げられた[95]。
- 2022年8月20日 - 隔離期間を終えた桑田が番組に復帰した[96]。
- 2022年9月3日 - 自身の新型コロナウイルス感染および台風8号の影響によりキャンセルとなった「ROCK IN JAPAN FESTIVAL 2022」最終日の代替として「ひとりROCK IN JAPAN Fes.生歌スペシャル!!」と題した企画を実施した[97][98]。
- 2024年9月7日 - サザンが大トリとして出演した「ROCK IN JAPAN FESTIVAL 2024」最終日（同年9月23日開催）に先駆けて、同じ公演に出演したアーティスト（ヤバイTシャツ屋さん、ももいろクローバーZ、緑黄色社会、Creepy Nuts、WANIMA、THE YELLOW MONKEY）の楽曲をオンエアした[99]。
- 2024年9月14日 - 生放送中に「ジャンヌ・ダルクによろしく」のミュージック・ビデオがサザンオールスターズ公式YouTubeチャンネルにてプレミア公開された。同時に桑田もスタジオでMVの演出の解説を行った[100][101]。

## 備考・エピソード
番組構成
本番組は原則として台本は最初と最後の挨拶以外ほとんど存在しない。リスナーからのメッセージを紹介しつつ、桑田がその日に話したいこと、かけたい楽曲を時間内に最大限に届けられるようにペース配分を考えるのがディレクターの原田昴の役割であり、本人が言うには「出たとこ勝負」であるという。また、桑田も本番前にリスナーのメールを一つずつ丁寧に目を通し、必要に応じてメモをとっており、アドリブでのトークを時間内に終わらせるように気を配っている。
POPEYE 2020年11月号では本番組及び桑田の話術について「噺家のような桑田節で、放送コードギリギリのワードを巧みに操り番組を盛り上げる」と紹介されている。
番組リスナーについて
番組のリスナーであることを公言しているあるいは番組のことを話題にすることがある著名人では坂本冬美、太田光（爆笑問題）が挙げられる。また、コラムニストの勝谷誠彦も生前に本番組を「時間があえば聴くことにしている」と自身のメールマガジン内で公言していた。
サザンのメンバーでは関口和之がリスナーであることがインタビューで語られており、選曲に共感することもあることを明かしている。
記念すべき第一回・ギタリスト特集（1995年4月1日放送分）
先述の通り桑田の「林家こぶ平です」という挨拶から始まった本番組は、当初こそは「真面目な音楽番組をやってみようじゃないか!」というコンセプトで行われており、初回のテーマも「ギタリスト特集」という内容で、桑田による解説を交えながら楽曲をかけていき、中盤にはギタリスト・シンガーソングライターのCharが音声メッセージで出演するなど、桑田が駄洒落やジョークで笑いを誘う場面が多々ありながらも言葉通り音楽的な方向に力を入れていた。
オンエアされた楽曲は以下の通り。
1. ブルース・パワー（エリック・クラプトン）
2. ハートブレイカー（レッド・ツェッペリン）
3. パープル・ヘイズ（ジミ・ヘンドリックス）
4. 追憶のハイウェイ 61（ジョニー・ウィンター[注釈 47]）
5. ノラ（レス・ポール）
6. キャラバン（ザ・ベンチャーズ）
この曲のみゲストのCharによる選曲である。
7. ヒップハグハー（ブッカー・T&ザ・MG's）
8. ロックン・ロール・ドクター（リトル・フィート）

また、先述した『ドクトル桑田のなんでも相談室』もタイトルコール・コーナー紹介はなされたが、番組が始まったばかりでハガキが来なかったため、サザンの活動に関する近況報告に内容を変更。この中で同年5月と7月にシングルをリリースする旨を発言した。生歌のコーナーではエリック・クラプトンの「コカイン」を歌唱した。なお、この際の音源は30年後の2025年4月5日放送分にて一部がオンエアされている。
なお、翌週（4月8日放送分）の第二回は「ちょっとシュールなロックの詞」をテーマに放送しており、後に方針が変更されるまでは真面目な音楽番組というスタイルで番組は進んでいった。
日本の文化・名所や魅力を語る企画
本番組では日本の四季・風習や名所の魅力を募集し語る企画や、ご当地にちなんだ楽曲の特集を度々実施している。代表的な例は以下の通り。
- 2003年5月17日放送分では「がんばれニッポン!日本が世界に誇れるモノ!!」と題した企画を行い、生歌のコーナーでは「見上げてごらん夜の星を」（坂本九）を歌唱した[12]。
- 2009年4月11日放送分では「ああ、素晴らしきかな和の世界～日本について語ろう」と題した企画を行い、生歌のコーナーでは歌曲「荒城の月」を歌唱した[13]。
- 2015年7月18日放送分は「ハイサイ!沖縄音楽特集」を放送。「ハイサイおじさん」「花〜すべての人の心に花を〜」（喜納昌吉&チャンプルーズ）、「涙そうそう」（BEGIN）といった沖縄にちなんだ楽曲をかけた他、サザンの楽曲として制作された「平和の琉歌」への反省の弁を吐露する一幕もあった[109][110]。
- 2018年3月3日・10日放送分では「京都について語ろう」と題し、かねてから桑田が「好きなんです」と著書などで述べ[111]、「京都物語」（原由子）や「イヤな事だらけの世の中で」（サザンオールスターズ）といった自身が作成した楽曲の舞台にしてきた京都の特集を行った[112][113][14]。
- 2018年3月31日・4月7日放送分では「我がふるさと、茅ヶ崎特集」と題し、桑田の地元神奈川県茅ヶ崎市の特集を行った[14][15]。一週目は電話クイズ企画、二週目は同郷の先輩の加山雄三の特集を兼ねて行われている[14][114]。
- 2021年10月30日放送分では「北海道にまつわる名曲特集!!」と題し、さだまさし「北の国から〜遥かなる大地より〜」、玉置浩二「田園」、中島みゆき「時代」、DREAMS COME TRUE「LOVE LOVE LOVE」、松山千春「大空と大地の中で」などの楽曲をオンエアした[115]。

関口和之が登場し『大激論日本VSハワイどっちのビーチショー!』を開催（2002年7月20日放送分）
当時リリースした楽曲「私の青空 〜MY BLUE HEAVEN〜」（関口和之 featuring KONISHIKI）とオアフ島でのライブの宣伝を兼ねてゲストに関口和之を招いて行われたこの回では、『大激論日本VSハワイどっちのビーチショー!』と題した企画を実施。この企画ではハワイ派の関口チーム（関口と当時の番組アシスタント・池川佳葉）と日本派の桑田チーム（桑田と当時の番組アシスタント・中西正樹）が三つのテーマで討論をし、どちらの主張が理にかなっているかをリスナーの投票により決める内容となっていた。なお、一回ずつ討論が行われるごとに負けたチームは罰ゲームとしてアシスタントが梅干しを食べさせられることになった。激論を交わした結果、この企画では2対1で関口チームの優勝となっている。
この回の生歌のコーナーでは桑田の歌と関口のウクレレの伴奏による「ジャンク」（ポール・マッカートニー）が演奏された。
実姉・岩本えり子を追悼（2008年10月25日放送分）
この回では同年10月19日に56歳の若さで亡くなり、放送当日に神奈川県藤沢市で葬儀・告別式が密葬で営まれた桑田の実姉・岩本えり子を追悼する内容を放送し、本人の人となりについて語り、カーペンターズやビートルズ、棺にレコードを入れたというサラ・ヴォーンなど、本人が好きだったとされるミュージシャンの楽曲を11曲紹介した。
桑田は一緒に住んでいた子供時代や学生時代を回想したり、伝説と称されてきた「いとしのエリー」（サザンオールスターズ）に関する逸話を「音の響きでエリーにしたんですよ。取材で『姉がえり子でアメリカに行ったのでエリーにした』と思いつきで言ってしまって…。迷惑かけたよね」と否定したりと、笑いを交えながらえり子との思い出を語り、最後は「久しぶりに姉の手をさすったりしたら、キレイだなと思った。本当、姉を尊敬しています。どうあがいても追いつけない。唯一、自慢できるのはレコードデビューできたことですよね。姉貴とまた、いつか天国で会ってカラオケをやるのを楽しみにしている」とコメントし、存在の大きさを吐露した上で番組を締めた。
忌野清志郎を追悼（2009年5月9日放送分）
放送当日に桑田・原由子夫妻は前週（同年5月2日。先述の通り本番組の放送日だった）に訃報が報じられた忌野清志郎のロック葬『忌野清志郎 AOYAMA ROCK'N ROLL SHOW』に参列しており、この回ではそのことを中心にトークが進んでいる。桑田は原が忌野のファンだった旨を語った他、甲本ヒロトが読んでいた弔辞を高く評価する発言も行い、「高速で渋滞中に虹を見て、清志郎さんのことを考えた。数えるほどしか会ったことないけどワクワクする人でした」と忌野への敬意と追悼の念をコメントし、生歌のコーナーでは「ぼくの好きな先生」（RCサクセション）を歌唱した。
民族音楽特集で桑田が国歌「君が代」を独唱（2010年5月29日放送分）
この回では「民族音楽を聴こう～あなたのルーツは?～」と題した企画を放送。一曲目に原由子の「京都物語」をかけた以外は、「炭坑節」「安里屋ユンタ」「河内のオッサンの唄」「揺籃のうた」「阿波踊り」「愛国行進曲」「津軽じょんから節」「夕焼小焼」といった日本の民謡・童謡・軍歌をオンエアし、所々で「コンドルは飛んでいく」「帰れソレントへ」「グレゴリオ聖歌」「アリラン」「アロハ・オエ」「カミン・ホーム」といった海外の楽曲も挟まれていた。
生歌のコーナーでは国歌「君が代」を歌唱した。なお、桑田の国歌独唱はこれが初めてではなく、1999年にサザンオールスターズのライブとして開催された『シークレットライブ'99 SAS 事件簿 in 歌舞伎町』でアンコールの1曲目に観客と共に斉唱している。また、2014年11月14日に紫綬褒章を受章した際の伝達式で、他の受章者と共に歌唱する姿が報道されたこともある。ちなみに、2010年の6月と7月は生歌のコーナーを行わなかったため、結果として「君が代」が病気療養前に本番組で最後に披露した生歌となった。
病状を報告、妻・原由子への感謝を語る（2010年7月31日放送分）
先述の通りこの回では桑田は前半のみ出演し、当時患っていた食道がんの早期発見に関する経緯の説明を行い、手術・治療に伴う全国ツアーのキャンセル及び当時レコーディング中だったオリジナル・アルバムの発売の一時延期について改めて自身の口から報告した。この早期発見については、妻の原由子や原の幼なじみの医療関係者などを始めとした周囲の行動の結果であることが語られた。そのため桑田は原に対して下記のように感謝の念を発言し、ファンに対して必ず復帰することを宣言した。
桑田が5ヶ月ぶりに番組に復帰（2011年1月1日放送分）
この回では先述の通り桑田が5ヶ月ぶりに番組に復帰し、当時の病状や第61回NHK紅白歌合戦出場時のエピソードが語られ、改めて原由子への感謝の言葉を述べたり、「みなさんからのお祈りする気持ちに守られて、今日ここにいられる」と復帰までに携わったすべての人々に感謝する発言をした。既に完成し同年2月23日に発売されることが発表されたオリジナル・アルバム『MUSICMAN』についても「早く聴いて欲しいな。早くライブやりたいな」と意気込み、今後のライブの開催も示唆した。桑田は番組の最後に「本当に夢のような気持ち。5ヶ月前はちょっと半分絶望してこの番組を去ったんですが」「またここに来させてもらった。今年1年、また宜しくお願いします」と感謝の言葉を改めて述べて結んでいる。
東日本大震災発生後初の放送で日本への愛を表明（2011年3月19日放送分）
2011年3月11日に東日本大震災が発生し、TOKYO FMが非常体制に入ったため翌日12日に放送予定だった本番組は休止を余儀なくされた。これを受け当初予定された「こんな時期だからビートルズを聴こう！」という企画の放送は一旦見送られた上、番組の掲示板には震災前はビートルズ関連のリクエストが多かったが、震災後は被災したリスナーからのメールや桑田の楽曲へのリクエストが集中した。
TOKYO FMは一週間後の3月18日から通常編成を再開し、翌日19日には本番組も放送を再開した。この回は前日に事前収録したものであり、ナット・キング・コール、ザ・ビーチ・ボーイズ、カーペンターズ、バート・バカラック、渥美清、都はるみ、ザ・ピーナッツ、ビートルズ、吉田拓郎といった桑田の音楽性に多大な影響を与えたミュージシャンの楽曲を中心にオンエアされ、生歌のコーナーではサザンオールスターズの「希望の轍」を歌唱した。
番組の終盤に桑田は下記のような発言を行っており、同時に「今この時こそみんなの力を信じる」と自らの意思を表明した。
桑田はこれまでも生まれ育った日本への愛と誇りを持っている旨や、日本人としてのアイデンティティを度々語っており、上記の発言を行って以降もそれは続いている。実際に先述した国歌「君が代」の独唱やソロライブ『宮城ライブ 〜明日へのマーチ!!〜』『I LOVE YOU -now & forever-』での国旗日の丸の掲揚といった行動に反映されたり、後にサザンの楽曲として発表された「東京VICTORY」「歌えニッポンの空」「神様からの贈り物」の歌詞にこういった思いが込められたりもしている。
三度に渡り仙台から生放送（2011年5月28日、8月13日、2012年3月10日放送分）
東日本大震災発生後、桑田・原夫妻は度々宮城県仙台市を訪問し、本番組では三度に渡ってDate fmのスタジオから生放送を行った。なお、2011年に放送された際の模様の一部は、同年にリリースされたライブ・ビデオ『宮城ライブ 〜明日へのマーチ!!〜』の特典映像「Documentary of “宮城ライブ ～明日へのマーチ!!～”」に収録された。
5月に訪問した際には既に地元のイベンターとのやり取りを行っていたこともあって、「仙台でライブをやりたい」と後の『宮城ライブ』の開催をほのめかす発言をした。生歌のコーナーでは「My Foreplay Music」を歌っている。
8月に訪問した際は既に『宮城ライブ』の開催が発表されていたため、ライブに対しての思いを語り、生歌のコーナーでは「風の詩を聴かせて」を歌っている。
2012年3月に訪問した際は『宮城ライブ』の会場だった宮城県総合運動公園総合体育館にソメイヨシノを植樹した事を報告し、宮城県出身で且つサザンファンを公言する伊達みきお（サンドウィッチマン）のブログの記事を紹介したり、震災後ライブでの演奏を自粛しているサザン最大のヒット曲「TSUNAMI」への思いを語るなどした。生歌のコーナーでは「月光の聖者達」を歌っている。
平井堅が登場（2012年5月19日放送分）
この回では、大学生時代に桑田の自宅の門の上に「コーラスでいいので雇ってください」という弟子入りを志願する趣旨のメッセージを入れたデモテープと手紙を置いていった経験がある平井堅がゲストとして出演している。
先立って同年4月28日放送分では先述したデモテープと手紙が桑田の自宅で発見されたことが報告されており、5月19日放送分では平井本人にテープの内容を確認してもらった上で、そこに収録されている当時の平井がプロコル・ハルム「青い影」、ビリー・ジョエル「ニューヨークの想い」の2曲を歌う音源がオンエアされた。
生歌のコーナーでは「大きな古時計」と「慕情」（サザンオールスターズ）を桑田と平井がデュエットした。
原由子はこのことを振り返り「最近読んだ東野圭吾さんの『ナミヤ雑貨店の奇蹟』は手紙が時空を超える話で、サザンが登場したり、音楽を志す青年の話もありますが、現実にこんな事があるなんて!20年前の平井さんにとってはまさに奇蹟のような事が起こったのですね」と語っている。
蕎麦屋の二階で二週連続放送（2013年1月5日、1月12日放送分）
原由子・斎藤誠・片山敦夫をゲストに迎え、とある海辺の町の行きつけの蕎麦屋の二階を借りきっての放送を実施。5日は生放送で、12日はその直後に録音したものを放送した。
セットリスト出典
5日の曲目は以下の通り。
1. リンゴ追分（美空ひばり）
2. HERE THERE AND EVERYWHERE（ビートルズ）
3. 旅人よ（加山雄三）
4. 赤坂の夜は更けて（西田佐知子）
5. 津軽海峡・冬景色（石川さゆり）
6. FLY ME TO THE MOON（ケイ・バラード）
7. 夢のカリフォルニア（ママス&パパス）

セットリスト出典
12日の曲目は以下の通り。
1. 月がとっても青いから（菅原都々子）
2. Can't Find My Way Home（ブラインド・フェイス）
3. ワン・レイニーナイト・イン・トーキョー（日野てる子）
4. プカプカ（西岡恭蔵）
5. 北の宿から（都はるみ）
6. Teach Your Children（クロスビー、スティルス、ナッシュ&ヤング）

大瀧詠一・やしきたかじんを追悼、生歌のコーナーで「蛍」を熱唱（2014年1月11日放送分）
前週（1月4日放送分）が録音放送だったため2014年最初の生放送となったこの回では、この三週間で報じられた大瀧詠一・やしきたかじん・淡路恵子の訃報への言及がなされ、特にたかじんに関しては、桑田が『たかじんnoばぁ〜』（よみうりテレビ）を見ていたほどのたかじんの大ファンである旨を言及し、過去に友人である関西の芸人を介してたかじんと電話で話そうとしたエピソードを語り、エンディングで「やっぱ好きやねん」をオンエアした上で追悼した。
なお、この回の生歌のコーナーでは当時タイアップ先の映画『永遠の0』が大ヒットしていたことに言及した上で「蛍」（サザンオールスターズ）を歌唱している。
58歳を目前にしての生歌スペシャル（2014年2月22日放送分）
この回では桑田が同年2月26日に58歳の誕生日を迎えることを記念して『58歳目前!生歌三昧&バースデーに向けてなんでも質問箱』と題した企画を実施した。
セットリスト出典
曲目は以下の通り。
1. LOVE AFFAIR 〜秘密のデート（サザンオールスターズ）
2. 素顔のままで（ビリー・ジョエル）
3. 平和の琉歌（サザンオールスターズ）
4. ティアーズ・イン・ヘヴン（エリック・クラプトン）
5. 明日へのマーチ（桑田佳祐）
6. デイドリーム・ビリーバー（モンキーズ）
7. ヘイ・ブルドッグ（ビートルズ）
8. 神田川（南こうせつとかぐや姫）
9. 栄光の男（サザンオールスターズ）

紫綬褒章受章を報告、天皇陛下への敬意を語る（2014年11月15日放送分）
桑田は当時紫綬褒章を受章しており、この回の放送の前日（11月14日）には配偶者である原由子と共に伝達式に出席。褒章と章記を受け取り、午後に皇居を訪れて当時第125代天皇だった明仁に拝謁した。この回のトークはこのことを中心に語ることになり、その中で桑田は下記のような発言を行い、受章した喜びや敬意と感謝を伝えた。
なお、現在は受章した紫綬褒章は自宅の神棚に保管されていることが後の放送で桑田の口から明かされている。
ちなみにこの回のメッセージテーマは『紅葉がまっさかり!あなたの下半身は、最近高揚してますか? ～過去の暴れん坊エピソードも募集～』であり、それにちなんだメールも読まれた他、生歌のコーナーでは唱歌「もみじ」と「ヨイトマケの唄」（丸山明宏）のメドレーを歌っている。
謝罪放送（2015年1月17日放送分）
この回では前半で2014年の年越しライブでの演出についての謝罪及び第65回NHK紅白歌合戦出演時のパフォーマンスなどに関する釈明と実際の桑田の思想信条及び民族的立場と異なるデマの払拭を行っている。なお、前者に関しては騒動に対する批判のメールを一通紹介した上で謝罪をしている。
かねてから桑田は自身がれっきとした日本人である事を公言しており、先述した日本の文化・名所や魅力を語る企画、および「この国に生まれて良かったなと思います」といった発言や国歌「君が代」の独唱、ソロライブでの国旗日の丸の掲揚などのエピソードでも分かるように、生まれ育った日本への強い愛情や誇りを表現し続けてきていたこともあり、後者に関する的外れな曲解やデマに対しては「それこそが都合のいい解釈です」「『反日だ』『お前は日本人じゃない』と言い出す方がいるのは本当に残念ですし、明確に否定させていただきます」と一蹴し、同じく曲解の対象となったサザンの楽曲「ピースとハイライト」については「たかが歌なので大した力はないかも知れませんが、私は日本を愛する者ですし、平和を願う者として、“希望の苗を植えていこうよ、地上に愛を植えていこうよ”というメッセージをお伝えしたい」という思いを語っている。
この回の後半では本来のメッセージテーマであった『寒い季節の贈り物～愛のメッセンジャー・サービス』と題した企画を行い、番組の終盤では改めて再び「不愉快極まりない思いをさせた方々には、ごめんなさいとか申し訳ないという言葉じゃ済まないと思う」と前者のトラブルへの謝罪の言葉を述べている。
同年2月にファンクラブ会員向けに発送されたサザンオールスターズ応援団会報「代官山通信」第129号では、このラジオ放送を抜粋した文章が封入された。
前川清特集（2015年11月7日、11月14日放送分）
この二週間は桑田が敬愛する前川清の楽曲の特集を行った。
生歌のコーナーでは7日は「中の島ブルース」、14日は「長崎は今日も雨だった」を歌唱している。
前川本人もこのことを知り「桑田さんに感謝!感謝!感謝!」というコメントをブログを通して発している。
米津玄師の才能を高く評価（2015年12月26日放送分）
この回では先述の通り「桑田佳祐が選ぶ2015年邦楽シングルBEST20」が行われており、その中で米津玄師の「Flowerwall」をオンエアした際に、桑田が米津の才能を「歌う日本ハム（当時）・大谷翔平」「J-POP界最強の男」「素晴らしいよ!」と高く評価した。
2018年12月に誤った不仲説がネットニュースなどで報じられた際には、桑田と米津の双方が上述したエピソードや対面した経験があること引き合いに出し、さらに桑田が同年にリリースされた米津の楽曲「Lemon」を気に入っていることを言及した上で明確に否定する出来事があった。
女川町訪問（2016年3月26日放送分）
この回では女川駅2階にある日帰り温泉施設「女川温泉ゆぽっぽ」の特設会場から生放送。東日本大震災を機に開設された宮城県女川町の臨時災害放送局女川さいがいFMが2016年3月29日に閉局することに伴って行われた企画であり、女川さいがいFMでもサイマル放送された。応募抽選で選ばれた約50人のリスナーは「ゆぽっぽで公開生放送を行う」としか聞かされておらず、来場後に内容を知る形になった。
セットリスト出典
曲目は以下の通り。
1. 勝手にシンドバッド（サザンオールスターズ）
2. 恋人も濡れる街角（中村雅俊）
3. いとしのエリー（サザンオールスターズ）
4. 風の詩を聴かせて（桑田佳祐）
5. 紅とんぼ（ちあきなおみ）
6. 明日へのマーチ（桑田佳祐）
7. 祭りのあと（桑田佳祐）
8. 明日晴れるかな（桑田佳祐）

ラジオで放送された模様の一部は後に桑田のシングル「ヨシ子さん」の初回限定盤に収録された。また、放送終了後にはアンコールとして「I Feel Fine」（ザ・ビートルズ）、「波乗りジョニー」（桑田佳祐）、「蛍」（サザンオールスターズ）が演奏され、この模様は翌週（4月2日）に放送された。
バンドメンバーは、桑田（ボーカル・ギター）、小倉博和（ギター・コーラス）、斎藤誠（ギター・コーラス）、小田原豊（パーカッション）、原由子（キーボード・コーラス）。
『偉大なる歌謡曲に感謝 〜東京の唄〜』との連動企画（2016年6月4日、11日、18日放送分）
この三週間は同年6月25日にWOWOWで放送された『偉大なる歌謡曲に感謝 〜東京の唄〜』に連動する形で同番組で桑田がカバーした「赤坂の夜は更けて」（西田佐知子）、「たそがれの銀座」（黒沢明とロス・プリモス）、「ウナ・セラ・ディ東京」（ザ・ピーナッツ）、「男はつらいよ」（渥美清）、「有楽町で逢いましょう」（フランク永井）、「車屋さん」（美空ひばり）、「新宿そだち」（大木英夫・津山洋子）、「神田川」（南こうせつとかぐや姫）、「東京ドドンパ娘」（渡辺マリ）の原曲の音源をオンエアしており、各放送日の翌日にスペシャルサイトにて、小貫信昭による紹介された楽曲の詳細解説がアップされた。
1111回記念、ソウルメイト・鈴木雅之が登場（2016年8月20日放送分）
この回では1111回を迎えたことを記念して、1977年のヤマハ主催の音楽コンテスト「EastWest」にサザンとシャネルズ（のちのラッツ&スター）が出場していた時からの縁であり、桑田とは「ソウルメイト」と称する程の仲である鈴木雅之がゲストとして出演。斎藤誠も参加して『1111回記念!ソウルメイト鈴木雅之を迎えて…佳祐・マーチン＋マコチン 人生の入魂ソング特集!』を放送した。
生歌のコーナーでは「ランナウェイ」（シャネルズ）、「ラヴ・イズ・オーヴァー」（欧陽菲菲）、「いとしのエリー」（サザンオールスターズ）を桑田と鈴木が熱唱した。
なお、この回以前にも鈴木は1998年7月11日放送分にも山下達郎と共に出演。生歌のコーナーではテンプテーションズ「マイ・ガール」を桑田、鈴木、山下の三人で歌っている。
エンディングで米朝首脳会談に言及、拉致被害者の日本への帰国の実現を願う（2018年4月28日放送分）
この回のエンディングでは、同年に水面下での調整が行われていた米朝首脳会談について言及され、桑田は下記のような発言を行った。
かねてから桑田は「漫画ドリーム」の替え歌で北朝鮮による日本人拉致問題や新疆ウイグル自治区での人権侵害などの啓発を行い、被害者の心情に寄り添う側面が存在しており、2015年に前者をテーマとしたサザンの楽曲「Missing Persons」を発表した際には拉致被害者の横田めぐみの両親である横田滋・早紀江夫妻が同曲を評価する発言を行っている。
他局の番組でのKANの問いに桑田が返答（2018年6月23日放送分）
シンガーソングライターのKANが自身のラジオ番組『KANのロックボンソワ』（STVラジオ）2018年6月2日放送分で「エロティカ・セブン」（サザンオールスターズ）をオンエアした際に「私の推測では、『セブン』は作曲初期段階で意味もなく、あくまで響き的に出ていた語を結局採用したのではないか、と思っていますが、真相はいかに」という発言を行っており、このことを『やさしい夜遊び』のリスナーからの投稿で知った桑田は即座に「KANちゃんその通り! さすがです」と認める趣旨の発言をした。
KANの没後の2024年春には、桑田がファンクラブ会員限定のソロライブ「JAZZと歌謡曲とシャンソンの夕べ～R60」の中で「愛は勝つ」のカバーを行っている。
サザン最大のヒット曲「TSUNAMI」への思いを語る（2018年7月21日放送分）
2018年のサザンのベスト・アルバム『海のOh, Yeah!!』には、東日本大震災以降ライブでの演奏を自粛しているサザン最大のヒット曲「TSUNAMI」が一曲目として収録されている。これに伴い桑田は同楽曲への思いを率直に語り、「しばらくこの曲はしまっておこうと思っていたんです」「ライブで歌わないということも、何かのメッセージになるんじゃないかと、実は思っていたんですけどね」「サザンとしては、スタッフも含めて、東北のことを忘れないし、まだ震災は終わっていませんから」といった旨を述べた上で、震災後初めて桑田の曲紹介により「TSUNAMI」がオンエアされた。なお、この回の放送以降も桑田は先述した「まだ震災は終わっていない」という思いから、ライブでの「TSUNAMI」の演奏を避けている状態にある。
この回の冒頭ではアシスタントの小野朗から、同年7月に起きた西日本を中心とする豪雨被害の被災者に向けてのお見舞いの言葉が発せられると共に、『海のOh, Yeah!!』の収益の一部を災害時の緊急支援、復興支援のために寄付することがアナウンスされた。加えて桑田も昨今の酷暑について言及し、「健康にお気をつけください」と優しく呼びかけ、リスナーやファンを気遣う発言を行った。また、この回では『海のOh, Yeah!!』収録曲の「北鎌倉の思い出」が初めてオンエアされている。
真夏の夜の納涼生歌SP（2019年8月17日放送分）
この回では『真夏の夜の納涼生歌SP』と題し、六本木・YouTube Space Tokyoから放送された。同時にサザンオールスターズ公式YouTubeチャンネルでもライブ配信された。深夜にもかかわらずYouTubeだけでも5万人以上が視聴するほどの反響を呼んだ。
セットリスト出典
曲目は以下の通り。
1. スキップ・ビート (SKIPPED BEAT)（KUWATA BAND）
2. MERRY X'MAS IN SUMMER（KUWATA BAND）
3. 簪 / かんざし（桑田佳祐）
4. 愛はスローにちょっとずつ（サザンオールスターズ）
5. オアシスと果樹園（桑田佳祐）
6. 悲しい気持ち (JUST A MAN IN LOVE)（桑田佳祐）
7. 真夜中のダンディー（桑田佳祐）

ラジオでの放送が終了した後に、YouTubeチャンネルではアンコールとして「明日へのマーチ」（桑田佳祐）も演奏された。
バンドメンバーは、桑田（ボーカル・ギター・ベース）、斎藤誠（ギター）、片山敦夫（キーボード）、TIGER（コーラス）、はたけやま裕（パーカッション）。
志村けんを追悼（2020年4月4日放送分）
この回では2020年3月29日に当時パンデミック初期であった新型コロナウイルス感染症（COVID-19）による肺炎で死去した志村けん（ザ・ドリフターズ）について言及され、サザンのデビュー曲である「勝手にシンドバッド」のタイトルが志村がやっていたギャグからの拝借だった旨を桑田が改めて説明し、「ドリフの皆さんにはかわいがっていただいた。『8時だョ!全員集合』にも出させていただいて、（ネタの）少年少女合唱団という夢のようなあれに出させていただいて」「このたび残念ながら、憎いコロナなんですけど。勝手にシンドバッドというタイトルのおおもとは、志村けんさんです。パクリのパクリでございます。つつしんで心より、志村けんさんのご冥福をお祈りいたします」と語った上で「勝手にシンドバッド」をオンエアし、「志村けんさん、ありがとうございました。あまりに偉大で、我々の青春でした。ポップアイコンでした。愛され続けた志村けんさん。志村けんさんがいなければ我々も表舞台に出てきていないと思います」と感謝の言葉を述べた。
また、この回の後半では志村がビートルズのファンで、来日公演を見に行っていた際の話や高校時代にジョージ・ハリスンの髪型と服装を真似していたエピソードを桑田が語った上で生歌のコーナーを行い、「ヒア・ゼア・アンド・エヴリホエア」（ビートルズ）を歌っている。
エンディングでは「いろいろ事態は変わっていきますけど、楽しいことも忘れちゃいけません。マスクしろよ」とメッセージをリスナーに送り、「希望の轍」（サザンオールスターズ）をBGMとして流しながら番組を終えた。
桑田佳祐のお家でRADIO2～竿だけ一本勝負!!～（2020年5月9日放送分）
この回では『WE LOVE RADIO, WE LOVE MUSIC 桑田佳祐のお家(うち)でRADIO～こんな時こそラジオでSMILE！』の第2弾にあたる企画『桑田佳祐のお家でRADIO2～竿だけ一本勝負!!～』をこの番組のみで実施。ゲストとして原由子も出演した。
セットリスト出典
曲目は以下の通り。
1. MY LITTLE HOME TOWN（桑田佳祐）
2. 若い広場（桑田佳祐）
3. 銀河の星屑（桑田佳祐）
4. サン・トワ・マミー（越路吹雪）
5. クロスローズ（クリーム）
6. ヨシ子さん（桑田佳祐）
7. LOVE AFFAIR 〜秘密のデート（サザンオールスターズ）
8. 明日晴れるかな（桑田佳祐）
9. 祭りのあと（桑田佳祐）

三浦春馬を追悼（2020年7月18日放送分）
この回では桑田と同じアミューズ所属で、放送当日に訃報が報じられた三浦春馬について言及し、桑田は三浦が出演していた舞台をよく観劇していた旨を明かし、特に2012年の主演舞台「地球ゴージャス」の『海盗セブン』での演技を「ひと際、光っていました」と高く評価し、「踊りも剣劇もやってらしたけど、歌も悔しいことにすごくうまいのよ。色んな仕事があった中で…とても残念でね。あんなに若くて才能がある。もったいない」と続けた。また、事務所の仲間でパーティーをやった時のことを振り返り「すげえいいやつだよね。当たり前の言い方なんだけど、とても感じのいい人で。ご家族、スタッフ、ファンの方、大変ショックだと思いますけど、三浦春馬君の安らかな眠りを祈りましょう。才能にあふれる方、本当に残念です。ご冥福を心よりお祈りいたします」と追悼した。
筒美京平を追悼（2020年10月24日放送分）
この回では桑田の音楽性に多大な影響を与え、同年10月7日に死去した筒美京平について言及し、「先週（10月17日放送分）は録音の放送でしたけど、その間に大きなニュースがありました。作曲家、筒美京平さんがご逝去されました」と切り出し、『ひとり紅白歌合戦』などのイベントを例に出して「たくさんの筒美京平さんの曲を歌わせて頂いた。気付くと筒美京平さんの曲。『よろしく哀愁』（郷ひろみ）とか『ブルー・ライト・ヨコハマ』（いしだあゆみ）とか」と回想。「青学の大先輩でね。職業作曲家のすごみ。すごく歌いやすい。歌い手の急所を知っている」と敬意を示し、一曲目に「魅せられて」（ジュディ・オング）を選曲。生歌のコーナーでは「また逢う日まで」（尾崎紀世彦）を歌唱し、筒美を追悼した。
生放送中に地震発生（2021年2月13日放送分）
この回の生放送中に福島県沖を震源とした地震が発生した。桑田自身はこのことを後に『河北新報』のインタビューで「『近ごろ、東京で地震ないな』と言っていたんですよ。久しぶりの大きな揺れだったので驚きました。生放送中に、リスナーに向けて何と言えばいいか全く想定していなかったので、それは反省点でした。率先して気の利いたことを言うべきだったと、後になって思っても遅いんですが。なんか取り繕って、『ああ、揺れていますね。落ち着いて。平気、平気』と言っていたんですが、自分の防災意識はできていなかったと思いました」と振り返る発言をしている。
すぎやまこういちを追悼（2021年10月9日放送分）
この回では桑田の音楽性に多大な影響を与え、同年9月30日に死去したすぎやまこういちについて言及し、「亜麻色の髪の乙女」（ヴィレッジ・シンガーズ）や「モナリザの微笑」（ザ・タイガース）といったすぎやまが作曲した楽曲を挙げながら、すぎやまの才能や人柄への敬意を語り、すぎやまがパーソナリティを務めたラジオ番組を愛聴していた旨を明かし、「我々の幼少期はザ・ヒットパレードっていうのがあってね。クレイジーキャッツとか、中尾ミエさんとか、みんな出てこられて、歌を覚えたもんだ。すぎやまこういちさんはヒットパレードの企画というんですか、もう偉大な作曲家。私より若い、私の息子なんかからすれば『ドラゴンクエスト』とか作られて…」と、フジテレビのディレクター時代からのすぎやまの功績を回想。「本当に偉大な作曲家が逝ってしまわれた」と追悼し、すぎやまが作曲したザ・ピーナッツの楽曲「恋のフーガ」をオンエアした。
リモート打ち上げを開催、戦友・世良公則との再会を語る（2022年2月26日放送分）
桑田が66回目の誕生日を迎えたこの日の放送では「“BIG MOUTH, NO GUTS”ラジオで打ち上げ!!見えないジョッキで乾杯だSP!!」と題して行われ、前年に開催した全国ツアー『BIG MOUTH, NO GUTS!!』に参加したサポートメンバーから桑田への祝福の言葉やツアーの思い出話などのコメントが届き、各メンバーとの生電話によるトークも行っている。
桑田はこの回の途中で前日にかねてから双方が「戦友」と語り、メールでの親交がある世良公則と久しぶりに対面での再会をした旨を明かしており、「全然変わってなくてさ。同時期にデビューして、同じようなことで楽しんだり悩んだり、そういうことを共有できたライバルですよ。楽しかった。3時間ぐらいみっちり、ほとんど彼（世良）がしゃべっているんですけどね（笑）」と笑いを誘いつつ「昔、世良くんと僕で一緒に取材をやったことを思い出して。ほとんど彼がしゃべって、僕は『そう、そう』なんて言ってるだけでね（笑）、そんなことを思い出しました。変わってないなぁ、40年前と」と懐かしむ発言をした。のちにこの再会が桑田佳祐 feat. 佐野元春, 世良公則, Char, 野口五郎の作品として発表された「時代遅れのRock'n'Roll Band」の制作のきっかけとなった旨が桑田と世良の口から語られている。特に桑田は世良との再会や同楽曲の制作について「世良くんがいなかったら、出来なかっただろうなと思うんです」「世良公則さんとの友情がありまして。思いがけないささやかな友情から、楽曲ができました。ステキなミュージシャンと再会できまして、セッションできたこと、うれしゅうございました」と振り返り、感謝する旨を発言している。
安倍元首相を追悼（2022年7月9日放送分）
番組自体は通常通り放送され、桑田による提供読みも普通に行われたが、前日に発生した銃撃事件による安倍晋三死去の影響を考慮し、スポンサーであるSOMPOグループの出稿が自粛され、ACジャパンのCMに差し替えられた。
この日の放送では桑田も安倍の訃報に言及し、同世代として親近感を持っていた旨を語り、参議院予算委員会において参議院議員時代のアントニオ猪木の質問に対して当時の内閣総理大臣だった安倍が「猪木さん対ハルク・ホーガンとの闘いはテレビの前で熱中しました」と発言していたエピソードを振り返るなどして、早すぎる非業の死を惜しんでいる。
ひとりROCK IN JAPAN Fes.生歌スペシャル!!（2022年9月3日放送分）
この回では自身の新型コロナウイルス感染および台風8号の影響によりキャンセルとなった「ROCK IN JAPAN FESTIVAL 2022」最終日の代替として「ひとりROCK IN JAPAN Fes.生歌スペシャル!!」と題した企画を実施。全国ツアー『お互い元気に頑張りましょう!!』の開催とベスト・アルバム『いつも何処かで』の発売の告知も行われた。
セットリスト出典
曲目は以下の通り。
1. Soulコブラツイスト〜魂の悶絶（桑田佳祐）
2. MERRY X'MAS IN SUMMER（KUWATA BAND）
3. 可愛いミーナ（桑田佳祐）
4. 真夜中のダンディー（桑田佳祐）
5. SMILE〜晴れ渡る空のように〜（桑田佳祐）
6. ヨシ子さん（桑田佳祐）
7. 悲しい気持ち (JUST A MAN IN LOVE)（桑田佳祐）
8. 真赤な太陽（美空ひばりとジャッキー吉川とブルー・コメッツ）
9. 波乗りジョニー（桑田佳祐）

アントニオ猪木を追悼（2022年10月1日放送分）
この回では放送当日に訃報が報じられたアントニオ猪木についてこのように発言した。
桑田はこの回では前半の時間を割いて猪木の話題を続けたほか、猪木の必殺技を歌詞に込めたソロの楽曲「Soulコブラツイスト〜魂の悶絶」をオンエアしている。
加山雄三特集（2024年8月17日放送分）
この回では『永遠の大先輩! 加山雄三さんといつまでも!』と題し、神奈川県茅ヶ崎市出身の先輩にあたる加山雄三の特集を行い「蒼い星くず」「夕陽は赤く」「ある日渚に」「旅人よ」「君といつまでも」「ブーメラン・ベイビー」といった加山の代表曲をオンエアし、生歌のコーナーでは「海 その愛」を歌唱した。
ちなみにこの回の冒頭で桑田は下記のような挨拶を行った。なお、桑田は2000年にサザンとして開催した『茅ヶ崎ライブ』でも「茅ヶ崎に生まれて良かったです!!」という発言をニュアンスは異なるが行っている。
なお、この回以前にも2017年4月15日放送分、2018年4月7日放送分、2020年4月11日放送分など、本番組では事あるごとに加山の特集は行われている。
ROCK IN JAPAN FESTIVALに先駆けて参加アーティストの楽曲をオンエア（2024年9月7日放送分）
サザンが大トリとして出演した「ROCK IN JAPAN FESTIVAL 2024」最終日（同年9月23日開催）に先駆けて、同じ公演に出演したアーティストの楽曲をオンエアした。23日のロッキンではサザンのステージのアンコールで演奏された「勝手にシンドバッド」で参加アーティストが全員ステージに登場し大団円を迎えている。
プレイリスト出典
オンエアされた楽曲は以下の通り。
1. かわE（ヤバイTシャツ屋さん）
2. サラバ、愛しき悲しみたちよ（ももいろクローバーZ）
3. サマータイムシンデレラ（緑黄色社会）
4. Bling-Bang-Bang-Born（Creepy Nuts）
5. 眩光（WANIMA）
6. SPARK（THE YELLOW MONKEY）

また、サザンの楽曲では「恋のブギウギナイト」「ジャンヌ・ダルクによろしく」「メロディ (Melody)」をかけている。
長嶋茂雄を追悼（2025年6月7日放送分）
この回では同月3日に死去した元プロ野球選手で読売巨人軍の終身名誉監督・長嶋茂雄を追悼するコメントがなされ、桑田は冒頭でこのように挨拶した。
また、この回で桑田は「長嶋茂雄さん…長嶋茂雄選手とも言いますし、我々の世代。長嶋茂雄監督、ミスタージャイアンツ、ミスタープロ野球。もう尽きないですね、あの方を語る話、何時間でもしていられます」とコメントし、巨人がV9を達成した時代に幼少期を過ごしたことを回想し「少年野球を始めたのは、長嶋茂雄さんのおかげ。長嶋茂雄さんになりたかった」「燃える男。一挙手一投足がカッコイイ」と懐かしみ、「本当に残念でございます。長嶋さんの引退試合を見て思ったことを歌詞にさせていただきました」と呼びかけ、長嶋をイメージして作ったサザンの楽曲「栄光の男」をオンエアした。
その他
長く続いている番組ということもあり、本番組での桑田の発言が名言またはいわゆる迷言として取り上げられることもしばしばある。放送回によっては桑田が妻の原由子への敬意を真面目に語ったり、サザンのメンバー及びサポートメンバー、スタッフ、ファンやリスナーへの感謝の念を語ったり、先述の通り生まれ育った日本や茅ヶ崎市への愛と感謝を語る場面があったり、世相への憂いを込めた発言を行うことがある。また、桑田の持ち味であるエロティックな要素やプロレス好きな側面も遺憾なく発揮されており、特に後者では敬愛するアントニオ猪木の話題や、過去に対談した経験がある前田日明についての言及が多く、桑田は前田について「あの人、頭良いんだよね」「前田さんのYouTube面白いんだよね」と称える発言をしており、YouTubeチャンネルの動画を全て見ている旨を語っている。
元サザンのメンバーの大森隆志が2001年に脱退した際や2006年に違法薬物事件を起こした際に、それを受けて桑田が自身の心情を初めて語ったのも本番組であり、特に後者では大森に対して叱責する趣旨の発言を行っている。
先述の通りサザンや桑田ソロの新曲はほぼ必ずこの番組で最初に解禁されており、初めてかける際には桑田による歌詞の朗読が必ず行われる。また、新曲をかけた後にはリスナーからFAX及びX（旧Twitter）で感想を募っている。桑田はこの一連の流れのことを「この瞬間が一番幸せ」と語っている。また、これとは別に正式にリリースされた後に親交のある太田光（爆笑問題）から送られてきた感想メールを本人の了承を得た上で読み上げてから楽曲をかけたこともある。
矢部浩之（ナインティナイン）やせいや（霜降り明星）のようにサザンファンを公言する著名人が結婚を発表した際には本番組で桑田が生歌を贈ったり祝福のコメントをすることがある。
かつてはX（旧Twitter）におけるこの番組のハッシュタグは「#yoasobi」だったが、2025年4月5日以降は「#やさしい夜遊び」に変更することが発表された。
デビュー記念日直近の放送時の対応
放送日がサザンのデビュー記念日に近い場合はグルーブ・ソロを問わず新譜のオンエアやアルバム・ライブの詳細などの発表が行われることがある。代表的な例は以下の通り。
- 2013年の2月から6月中旬まではサザンオールスターズの活動再開に向けての準備が秘密裏に行われていたが、桑田を始めとしたメンバー・スタッフは35回目のデビュー記念日にあたる同年6月25日までは、当日にファンにサプライズとして発表するためこの事実を伏せ続けた。6月15日放送分で「来週大事な話があります」と告知がなされ、6月22日は遠回しに復活をほのめかしながらも、核心には触れないまま次週（29日放送）に持ち越される演出を行った[213][70]。29日放送分ではそのことに関する詫びと感謝を語り、桑田がこの間に再開について事前に教えていたのが親交がある太田光（爆笑問題）のみだった旨を明かし笑いを誘っている[214]。
- 2017年6月24日放送分では桑田が扮する架空の落語家「波乗亭米祐（なみのりていべいすけ）」が古典落語『火焔太鼓』を演じる音源が放送された[215]。これは翌日25日に情報が解禁されたオリジナルアルバム『がらくた』のプロモーションを兼ねて行われたもので、その後Youtubeにアップされた動画では映像付きで桑田が『火焔太鼓』を演じる模様が見られるようになった[216]。
- 2023年6月24日放送分は前週の17日時点ではテーマを『困った時のなんでも掲示板〜6/25はデビュー記念日だけど何もないから期待しないでね（苦笑）』としていたが、放送前日に急遽『大発表スペシャル2023!!〜明日（6/25）はデビュー記念日』にテーマを変更[217]。番組後半に2023年は2年半振りにサザンとしての活動を行う旨と、10年振りの茅ヶ崎ライブ開催、3か月連続配信シングルリリースを発表。その内2曲（盆ギリ恋歌、歌えニッポンの空）をオンエアした[218]。
- 2024年6月22日放送分は前週15日時点ではテーマを『困った時のなんでも掲示板!!〜6月25日直前の放送だけど、新曲オンエアとか何もないから期待しないでねSP』としていたが、放送当日の昼間に『6月25日直前!!重大発表SP〜新曲出来ちゃったので聞いてちょうだい!〜』に変更され、番組後半に「恋のブギウギナイト」をオンエアした[219][220]。

## ネット局
Aラインプログラムに該当するJFN系列38局とコミュニティFMの茅ヶ崎エフエムで放送。
茅ヶ崎エフエムを除く全局で、ウェブブラウザまたはスマートフォン・タブレット・スマートテレビなどのアプリを介して「radiko」（無料のリアルタイムまたはタイムフリー）・「radikoプレミアム」（有料のエリアフリー）で聴取可能。茅ヶ崎エフエムのホームページ上にて実施されているインターネットサイマル放送からは聴取できない。
| 放送地域         | 放送局                  | 備考                                                         |
| ---------------- | ----------------------- | ------------------------------------------------------------ |
| 東京都           | TOKYO FM                | 制作局                                                       |
| 北海道           | AIR-G'                  |                                                              |
| 青森県           | AFB                     |                                                              |
| 岩手県           | FM IWATE                |                                                              |
| 宮城県           | Date fm                 |                                                              |
| 秋田県           | AFM                     |                                                              |
| 山形県           | Rhythm station          |                                                              |
| 福島県           | ふくしまFM              | 1995年10月の開局から放送。                                   |
| 栃木県           | RADIO BERRY             |                                                              |
| 群馬県           | FMぐんま                |                                                              |
| 神奈川県茅ヶ崎市 | 茅ヶ崎FM・エボラジ      | コミュニティFM局（独立局）であり、2023年10月の開局から放送。 |
| 新潟県           | FM-NIIGATA              |                                                              |
| 長野県           | FM長野                  |                                                              |
| 富山県           | FMとやま                |                                                              |
| 石川県           | HELLO FIVE              |                                                              |
| 福井県           | FM福井                  |                                                              |
| 岐阜県           | FM GIFU                 | 2001年4月の開局から放送。                                    |
| 静岡県           | K-MIX                   |                                                              |
| 愛知県           | FM AICHI                |                                                              |
| 三重県           | レディオキューブ FM三重 |                                                              |

| 放送地域       | 放送局         | 備考                                                 |
| -------------- | -------------- | ---------------------------------------------------- |
| 滋賀県         | e-radio        | 1996年12月の開局から放送。                           |
| 大阪府         | FM大阪         |                                                      |
| 兵庫県         | Kiss FM KOBE   | かつては独立放送局。JFNに加盟した2003年4月から放送。 |
| 鳥取県・島根県 | V-air          |                                                      |
| 岡山県         | FM岡山         | 1999年4月の開局から放送。                            |
| 広島県         | HFM            |                                                      |
| 山口県         | FMY            |                                                      |
| 香川県         | FM香川         |                                                      |
| 徳島県         | FM徳島         |                                                      |
| 愛媛県         | JOEU-FM        |                                                      |
| 高知県         | Hi-Six         |                                                      |
| 福岡県         | FM FUKUOKA     |                                                      |
| 佐賀県         | FMS            |                                                      |
| 長崎県         | FM Nagasaki    |                                                      |
| 熊本県         | FMK            |                                                      |
| 大分県         | Air-Radio FM88 |                                                      |
| 宮崎県         | JOY FM         |                                                      |
| 鹿児島県       | μFM            |                                                      |
| 沖縄県         | FM沖縄         |                                                      |

- 新聞のラテ欄にはほとんどの地域で、スペースの関係上「桑田佳祐」または「桑田佳祐の夜遊び」としか表記されない[注釈 59]。